# اسوالدو رامیرز
اسوالدو رامیرز (انگلیسی: Oswaldo Ramírez؛ زادهٔ ۲۸ مارس ۱۹۴۷) بازیکن فوتبال اهل پرو است.
وی همچنین در تیم ملی فوتبال پرو بازی کرده‌است.